# Pyramidops globipes
Pyramidops globipes is een hooiwagen uit de familie Pyramidopidae.